# 牟岐站
牟岐站（日语：／ Mugi eki */?）是一位於日本德島縣海部郡牟岐町大字中村字木村、隸屬於四國旅客鐵道（JR四國）的鐵路車站。車站編號為M24。是牟岐線最南設有站員的直營站，但不設有綠窗口。
大部份特急及普通列車均以本站為終點站。少數班次會直通或以短程普通列車形式延至阿波海南站。

## 車站結構
站舍為木製單層結構，開站至今仍然保存，經歷過多次的翻新。站內設有售票處、站務室、候車室及洗手間。

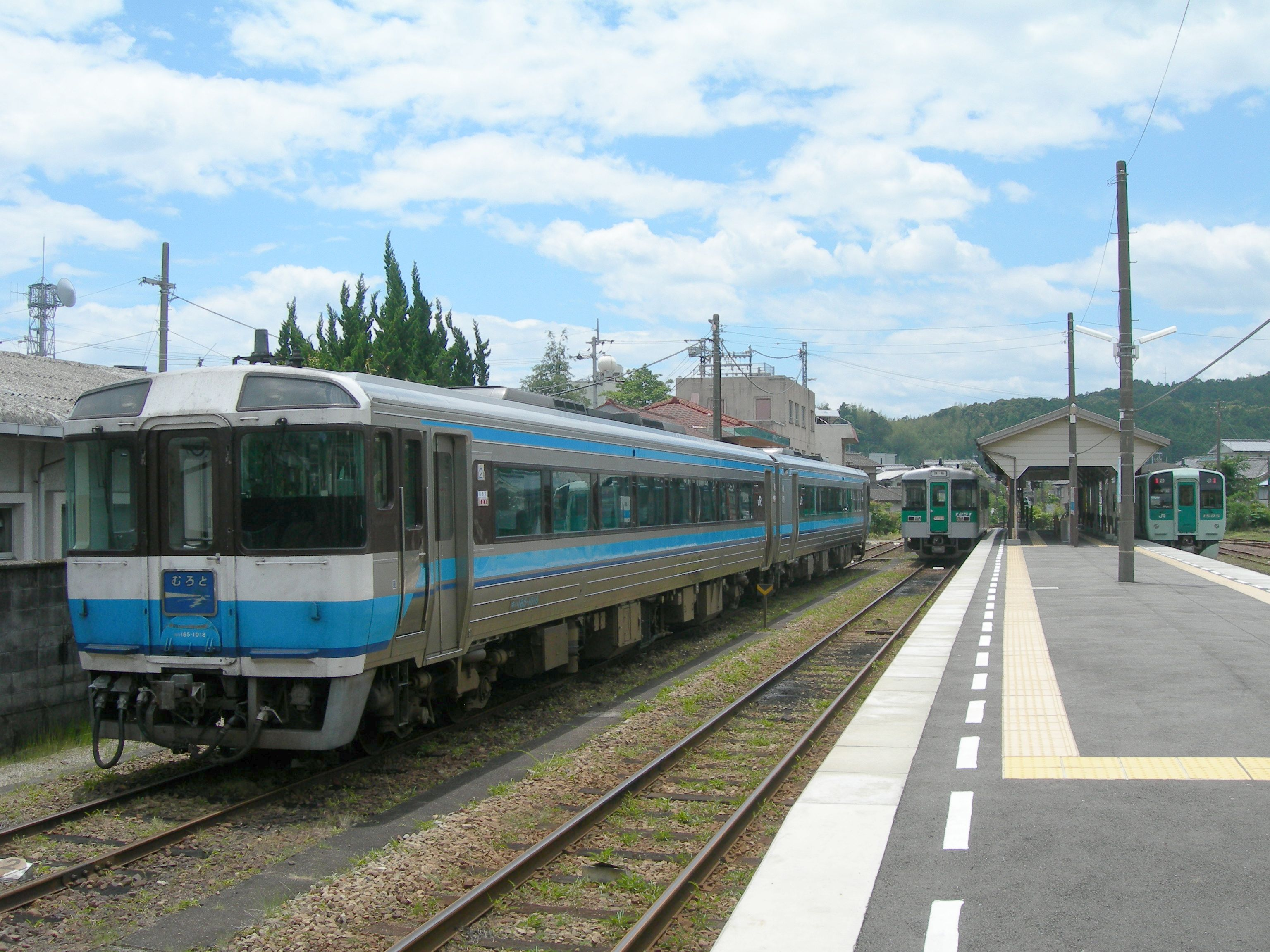
月台上停泊了分別開往德島及海部的普通列車，另外一輛特急「室戶」停泊在1號月台旁的側線上。

車站設有島式月台各1個，提供1面2線的配置。乘客沿閘口離開站舍後，需先沿路面往鯖瀨站方向行至末端，再橫過地面平交道前往島式月台乘車。以往上落月台需利用樓梯，但早年已改為無障礙斜道。
1號月台為較近站舍，設有1條側軌；而2號月台旁亦設有3條側軌，都是供列車停泊之用。而2號月台最外面的一條側線，在向邊川站方向設有道路／軌道轉換處。2011年11月16日及2012年2月10日-12日期間，屬於JR北海道的軌道／路面兩用電動車（DMV）於本站至甲浦站進行測試。
月台有效長度為4輛。其中向鯖瀨站方向約25米的月台設置了上蓋，為仿屋頂尖的設計。

### 月台配置
| 月台 | 路線    | 方向     | 目的地                   |
| ---- | ------- | -------- | ------------------------ |
| 1,2  | ■牟岐線 | （上行） | 德島、板野、阿波池田方向 |
| 1,2  | ■牟岐線 | （下行） | 阿波海南方向             |

## 歷史
- 1942年7月1日：開業，當時的終站。

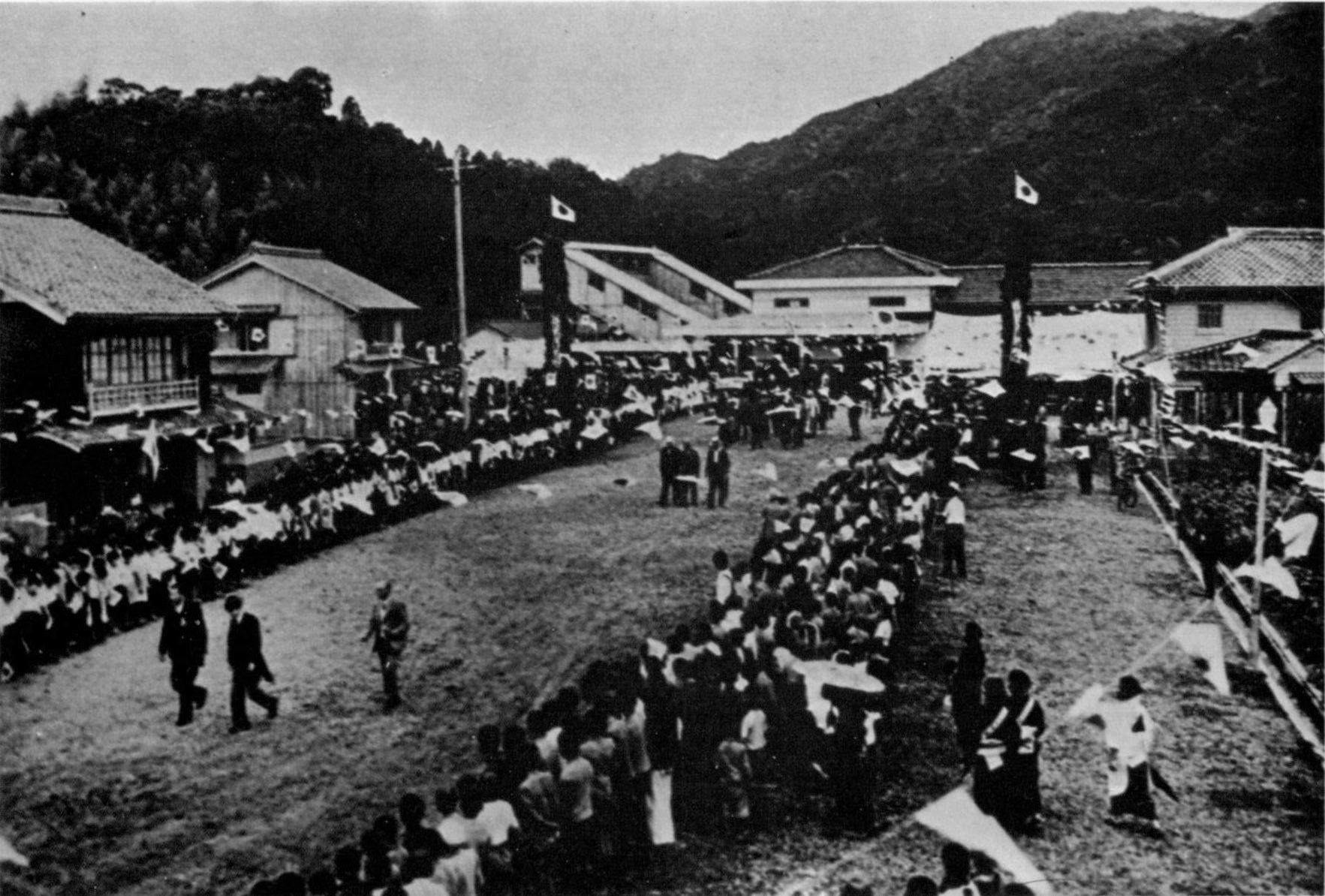
1942年牟岐站開業時情況。

- 1973年10月1日：隨國鐵牟岐線延伸至海部站改為中途站。
- 1987年4月1日: 日本國鐵分割民營化，車站的營運由JR四國繼承。

## 乘客人數
- 直至2009年為止：

- 417人（1995年度）
- 406人（1996年度）
- 383人（1997年度）
- 359人（1998年度）
- 341人（1999年度）
- 317人（2000年度）
- 285人（2001年度）
- 264人（2002年度）
- 254人（2003年度）
- 245人（2004年度）
- 230人（2005年度）
- 217人（2006年度）
- 196人（2007年度）
- 191人（2008年度）
- 179人（2009年度）

## 相鄰車站
四國旅客鐵道（JR四國）
■牟岐線
■普通
邊川（M23）－牟岐（M24）－鯖瀨（M25）

## 外部連結
- JR四國牟岐站官方網頁 （页面存档备份，存于）（網頁庫存）